# 王鶴棣
王鶴棣（ワン・ホーディー、中: 王鹤棣、英: Dylan Wang、1998年12月20日生まれ）は、中国の俳優兼歌手である。2018年のドラマ『流星花園』で道明寺役を演じてデビューし、注目を集めた。また、2022年には『蒼蘭訣』での東方青蒼役により、さらに知名度を高めた。同年12月には、ラブコメ時代劇ドラマ『浮図縁』に主演。

## 略歴
彼は四川省楽山市に生まれ、両親は地元の製薬工場で働いていたが、その後揚げ串店を経営するようになった。幼少期からバスケットボールに情熱を注ぎ、レブロン・ジェームズを崇拝していた。14歳のときに成都市へ移り、職業学校に通った後、四川西南航空職業学院を卒業した。在学中、フライトアテンダントプログラムのための学校のリクルートポスターにモデルとして登場した。2016年には、各大学が主催する「四川キャンパス・セレブリティ・ガラ」で優勝し、注目を集めた。
2017年、オーディション番組『超次元偶像』で優勝し、これをきっかけに芸能界入りを果たした。翌年、2018年には日本の人気少女漫画『花より男子』を原作としたドラマ『流星花園2018』のリメイク版で道明寺役に抜擢され、一躍注目を浴びた。同年、バラエティ番組『親愛的・客棧』や『超级企鹅联盟』にも出演し、バラエティでも活躍を見せた。
2019年から2021年にかけて、彼は時代劇『戦火中的青春』やファンタジードラマ『将夜 冥王の子』に出演し、演技力を向上させた。また、リアリティ番組『中餐厅3』や『頤和園』にも出演し、多彩な才能を披露した。2021年には、ロマンスドラマ『理性的な人生』とファンタジードラマ『龍王の恋』で主演を務めた。
2022年、仙侠ドラマ『蒼蘭訣』で東方青蒼役を演じ、その圧倒的な存在感により大ブレイクを果たした。また、バラエティ番組『你好，星期六』の司会者としても活躍し、『五十公里桃花坞』第2シーズンにも出演した。同年、ファッションブランド「D.DESIRABLE」を設立し、ファッション業界にも進出した。2023年には、さらに『浮図縁』や『今日もファイト』といった作品に出演し、ロマンスドラマ『始まりは君の嘘』にも出演して、俳優としての活動を続けている。彼の今後の出演予定作品には、歴史ファンタジードラマ『大奉打更人』と探偵ドラマ『黑夜告白』が含まれている。

## 出演

### ドラマ
| 公開年 (中国) | 原題         | 邦題 （日本初回放送期間/放送局）                             | 役名        | 放送局/配信PF                      | 出典          |
| ------------- | ------------ | ------------------------------------------------------------ | ----------- | ---------------------------------- | ------------- |
| 2018          | 流星花园     | 流星花園2018 （2018年7月9日-/配信のみ）                      | 道明寺      | Netflix、湖南衛視, Mango TV        |               |
| 2020          | 将夜2        | 将夜 冥王の子 （2020年12月2日-/配信のみ）                    | 寧缺        | テンセントビデオ                   | [ 16 ]        |
| 2021          | 理智派生活   | 理性的な人生 （2021年3月31日-/配信のみ）                     | 祁晓        | Netflix                            |               |
| 2021          | 遇龙         | 龍王の恋 永遠（とわ）なる誓い （2023年2月3日-/配信のみ）     | 尉遅龍炎    | テンセントビデオ                   | [ 17 ]        |
| 2022          | 苍兰诀       | 蒼蘭訣〜エターナル・ラブ〜 （2023年4月6日-/WOWOW）           | 東方青蒼    | iQIYI                              | [ 18 ]        |
| 2022          | 浮图缘       | 浮図縁〜乱世に咲く真実の愛〜 （2024年8月5日-/衛星劇場）      | 肖鐸        | iQIYI                              | [ 19 ]        |
| 2023          | 战火中的青春 |                                                              | 程嘉樹      | 江蘇省放送テレビ総局, Youku, iQIYI |               |
| 2023          | 今日宜加油   | 今日もファイト （2023年2月21日-/配信のみ）                   | 白馬帥      | iQIYI                              |               |
| 2023          | 以爱为营     | 始まりは君の嘘 （2024年8月29日-/BS12 トゥエルビ）            | シー･イエン | 湖南衛視, Mango TV                 | [ 20 ]        |
| 2024          | 大奉打更人   | 大奉打更人―正義の銅鑼と王朝の闇― （2025年6月27日-/衛星劇場） | 楊凌/許七安 | テンセントビデオ                   | [ 21 ] [ 22 ] |
| 未公表        | 黑夜告白     |                                                              |             | Youku                              |               |
| 未公表        | 咸鱼飞升     |                                                              |             | 湖南衛視, Mango TV                 | [ 23 ]        |

### 映画
| 公開年 (中国) | 原題     | 邦題 (日本公開日) | 役名 ※主演は太字 | 出典   |
| 2023          | 抬头见喜 |                   | 郭文漢           |        |
| 2025          | 青春梦   |                   | ディディ         | [ 24 ] |
| 未公表        | 星河入梦 |                   | 徐天彪           | [ 25 ] |